# Ballett 3
Ballett 3 is een studioalbum van Klaus Schulze. Net als Ballett 1 en Ballett 2 werd het opgenomen voor de uitgave/verzamelbox Contemporary Works I (2000).  In 2007 verscheen het als losse compact disc en werd aangevuld met de track Schruer der Vorwelt van Contemporary Works II. Dit album is meer in de stiel van de “oude” Schulze, in de oorspronkelijke persing stond er maar één track op de compact disc. De lengte van 76:40 gaf duidelijk aan dat er van een echt ballet geen sprake kan zijn; dat houdt geen ballerina vol, ook Schulzes moeder niet. Track 2 staat daar lijnrecht tegenover, kort en tegen trance aan; het zou volgens de samensteller van dit album zowaar een single geweest kunnen zijn. Een buitenbeentje in het oeuvre van Schulze.

## Musici
- Klaus Schulze – synthesizers, elektronica
- Wolfgang Tiepold – cello
- Tobias Becker – hobo
- Tom Dams – stem, sample, programmeerwerk
- Julia Messenger – zangstem
- Jörg Schaaf – track 2

## Muziek
| Nr. | Titel               | Duur  |
| --- | ------------------- | ----- |
| 1.  | My ty she           | 75:40 |
| 2.  | Schauer der Vorwelt | 3:30  |